# Ливия
Вижте пояснителната страница за други личности с името Ливия Друза.
Ливия Друзила, след 14 г. Юлия Августа или Ливия Августа (на латински: Livia Drusilla, Julia Augusta, Livia Augusta; * 30 януари или 28 септември 58 пр.н.е., Рим; † 29, Рим) е римска императрица, съпруга на император Октавиан Август (38 пр.н.е. – 14), майка на император Тиберий, баба на император Клавдий, прабаба на император Калигула, и прапрабаба на император Нерон. Обожествена е от император Клавдий. Ливия Друзила е най-могъщата и почитана жена в цялата история на Древен Рим.

## Произход
Ливия е родена на 30 януари или 28 септември 58 пр.н.е. в семейството на Марк Ливий Друз Клавдиан и неговата жена Алфидия, дъщеря на Марк Алфидий Луркон от плебейското съсловие, трибун през 61 пр.н.е. По всяка вероятност е била втора дъщеря в семейството.

## Брак с Тиберий Нерон
През 42 пр.н.е. я дават за жена на Тиберий Клавдий Нерон, който към този момент е на 43 години. Нейните баща и мъж вземат страната на убийците на Юлий Цезар – Марк Юний Брут и Гай Касий Лонгин, и воюват срещу Октавиан по време на Гражданската война на либераторите. След битката при Филипи нейният баща е принуден да се самоубие. Мъжът ѝ продължава да заема позиция срещу Октавиан, като в началото е на страната на Секст Помпей, след това на Марк Антоний и брат му Луций Антоний. През 40 пр.н.е. семейството е принудено да бяга от Рим, опасявайки се от проскрипции и преследване от страна на Октавиан. В началото Тиберий и Ливия се запътват към Сицилия, но после са принудени да търсят убежище в Гърция, вече с малко дете на ръце.
През 39 пр.н.е. Октавиан провъзгласява аминистия и Ливия и мъжът ѝ се връщат в Рим. По това време Ливия е бременна с втория си син Нерон Друз, който се ражда в началото на 38 пр.н.е. Имало е слухове, че той е син на Октавиан, а не на Тиберий Клавдий.

## Брак с Октавиан Август
Легендата гласи, че Октавиан се влюбил в Ливия от пръв поглед, още когато му е представена през 39 пр.н.е. Така или иначе, той се развежда с втората си жена Скрибония в същия ден, когато тя му ражда дете – Юлия Старша. И Тиберий Клавдий е принуден да се разведе с Ливия, която по това време е бременна в 6-ия месец.
На 14 януари Ливия ражда син, а на 17 януари, пренебрегвайки всички традиционни условности (римляните не са можели да се женят в определен срок след развода си) Октавиан и Ливия се женят. На сватбата присъства и нейният бивш мъж, като баща на децата ѝ. При сватбата Ливия е на 19 години, а Октавиан на 24.

## Римска императрица
След самоубийството на Марк Антоний, Октавиан, приемайки името Цезар Август, става едноличен владетел на страната. Ливия винаги е вземала голямо участие в държавните дела и е изпълнявала ролята на съветник и помощник на Август. През 35 пр.н.е., когато Август ѝ дава право самостоятелно да се разпорежда с финансите и да има свои клиенти, тя все още активно се занимава с политика, въвеждайки в политиката достойни според мнението ѝ хора. За своята политическа кариера са ѝ били задължени много хора, вкл. бъдещия император Галба, и неговия баща Отон.
Тъй като от брака ѝ с Август нямат деца, а единственото родно дете на императора е Юлия Старша, Ливия се стреми да обезпечи с власт своите деца. Тиберий става трети съпруг на своята доведена сестра Юлия (през 11 пр.н.е.), а Друз се жени за любимата племенница на императора Антония Младша. През 4 г. Август признава Тиберий като свой наследник.
Домогвайки се до висши постове и блестящо бъдеще за децата си, Ливия се старае с всички сили да обезпечи техните позиции. Така започвайки от 23 пр.н.е. един след друг умират или са убити всички, които са могли да претендират за права върху престола:
- Марцел (23 пр.н.е.), племенник на Август;
- Луций Випсаний Агрипа (2 г.) и Гай Випсаний Агрипа (4 г.), деца на Юлия Старша от втория ѝ брак с приятеля на Октавиан Марк Випсаний Агрипа, осиновени от Август с имената Луций Юлий Цезар и Гай Юлий Цезар Випсаний, и признати от Август за наследници;
- Агрипа Постум (14 г.) – последният син на Юлия Старша.

Тацит директно казва, че смъртта на тези хора лежи на съвестта на Ливия, която по този начин разчиства място за своите деца. Същото казва и Дион Касий. Само Светоний не говори за участие на Ливия в тяхната смърт, но казва, че Август е избрал за свой наследник Тиберий поради простата причина, че повече достойни кандидатури нямало. Дион в своите подозрения отива още по-далеч, твърдейки, че Ливия е отровила и самия Август през 14 г. Но това не е потвърдено нито от Светоний, нито от Тацит.